# Condado de Névers

Mapa de Francia en 1477, Nevers está situada entre Berry y Borgoña.

El condado de Névers (en francés Comté de Nevers ) fue un condado feudal ubicado en el centro de la actual Francia. Su ciudad principal y centro era Nevers. Correspondía aproximadamente a la provincia sucesora de Nivernais y al departamento de Nièvre, el cual permanece hasta hoy en día.
El condado, en sí, data aproximadamente de principios del siglo X. Este ha sido frecuentemente asociado con el vecino Ducado de Borgoña; debido a que estaba incluido entre las tierras y títulos del Duque Enrique I de Borgoña. A partir de René I, el condado pasó a ser propiedad conjunta del condado de Auxerre. Nevers pasó a estar bajo el dominio de los condes de Flandes desde el siglo XIV y, de allí, pasó a manos del duque Felipe el Temerario de Borgoña, reunificando, por un breve período de tiempo, ambos territorios. El hijo menor de Felipe, Felipe II, recibió el condado de Nevers heredado de su padre, que pasó más tarde a manos de una rama menor de los duques de Cléveris. El conde de Nevers fue ascendido a duque en 1539. En 1565 Luis Gonzaga se convirtió en duque de Névers al casarse con Enriqueta de Cléveris, la última de la rama Cléveris en Névers. El sucesor de Luis, Carlos II, vendió el ducado de Nevers al cardenal Mazarino. El ducado sobrevivió hasta la Revolución Francesa, siendo el último duque Louis Jules Mancini Mazarini, quien perdió su título en la Revolución, pero sobrevivió al Reinado del Terror para morir por causas naturales en 1798.